# Валвестино
Валвестѝно (на италиански: Valvestino, на източноломбардски: Val Vestì, Вал Вести) е община в Северна Италия, провинция Бреша, регион Ломбардия. Разположена е на 680 m надморска височина. Населението на общината е 213 души (към 2013 г.).
Административен център на общината е село Турано (Turano).